# 李晴潼
李晴潼（1999年4月14日—），广东广州人，中国女子足球运动员，司职中场。曾代表中国参加2020年夏季奥林匹克运动会女子足球比赛。结果队伍以1平2负的成绩获得小组赛第四名，未能晋级八强。